# Набережная реки Мойки (Пенза)
На́бережная реки́ Мо́йки — улица в Пензе. Проходит от улицы Замойского до улицы Свердлова.

Набережная реки Мойки — одна из старых улиц Пензы, известна с 1818 года. Возникла вдоль протекавшей тогда в Пензе реки Мойки, которая до 1945 года впадала в реку Пензу в створе улицы Чкалова. С 1945 года река Сура изменила русло и река Мойка стала впадать в Суру, а в 80-х годах XX века река Мойка была в низовьях заключена в подземный прямоугольный коллектор. Поэтому в настоящее время Набережная реки Мойки вообще не проходит вдоль реки Мойки, но фактически является набережной реки Суры от улицы Чкалова до улицы Замойского.
С 2013 года является односторонней (на Север), соединяется с улицей Салтыкова-Щедрина и служит одной из основных улиц в центре города, дублируя улицы Калинина и Кирова.
В настоящее время на Набережной реки Мойки располагаются:
- Поликлиника № 1 Пензенской горбольницы № 3
- Отдел социального обеспечения Пензенского облвоенкомата